# 细巧华哲水蚤
细巧华哲水蚤（学名：Sinocalanus tenellus）为胸刺水蚤科华哲水蚤属的动物。分布于俄罗斯、日本以及中国大陆的福建、山东、河北、天津等地，多栖息于淡水或沿岸河口半咸水中。